# Feketecsuklyás trupiál
A feketecsuklyás trupiál (Icterus prosthemelas) a madarak osztályának verébalakúak (Passeriformes) rendjébe, azon belül a csirögefélék (Icteridae) családjába tartozó faj.
Magyar neve forrással nincs megerősítve.

## Rendszerezése
A fajt Hugh Edwin Strickland angol ornitológus írta le 1850-ben, a Xanthornus nembe Xanthornus prosthemelas néven.

## Alfajai
- Icterus prosthemelas praecox A. R. Phillips & Dickerman, 1965
- Icterus prosthemelas prosthemelas (Strickland, 1850)[2]

## Előfordulása
Mexikó déli részén, valamint Belize, Costa Rica, Guatemala, Nicaragua és Panama területén honos. Kóborlasai során eljut Puerto Rico területére is.
Természetes élőhelyei a szubtrópusi és trópusi síkvidéki esőerdők. Állandó, nem vonuló faj.

## Megjelenése
Testhossza 18,5-21 centiméter, átlagos testtömege a hímé 32,5 gramm, a tojóé 27,5 gramm.
|  |

## Életmódja
Ízeltlábúakkal táplálkozik, de gyümölcsöt és nektárt is fogyaszt.

## Természetvédelmi helyzete
Az elterjedési területe rendkívül nagy, egyedszáma pedig stabil. A Természetvédelmi Világszövetség Vörös listáján nem fenyegetett fajként szerepel.